# Oise
Die Oise [waːz] ist ein Fluss in Belgien und vor allem in Nordfrankreich und gehört zu den wichtigsten Gewässern dieses Gebietes. Sie entspringt in Belgien, im Gemeindegebiet von Chimay und mündet an der Gemeindegrenze von Conflans-Sainte-Honorine und Andrésy als rechter Nebenfluss in die Seine. Sie hat eine Gesamtlänge von rund 341 Kilometern (davon rund 10 Kilometer auf belgischem Gebiet) und einen Einzugsbereich von 16.667 Quadratkilometern. Die Oise durchfließt die Départements Nord, Aisne, Oise, Val-d’Oise und Yvelines. 
Die westlichen Ausläufer der Ardennen an der belgischen Grenze, zwischen Hirson und Guise, Thiérache genannt, umfassen neben dem oberen Oisetal auch das Quellgebiet der Sambre und mehrerer Nebenflüsse von Sambre und Oise.

## Hydrologie
Der mittlere Abfluss der Oise beträgt 110 m³/s (in Pont-Sainte-Maxence).
Der längste hydrologische Flusslauf im Flusssystem der Oise umfasst die Aire von der Quelle bei Saint-Aubin-sur-Aire im Barrois bis zu ihrer Mündung in die Aisne bei Termes, jene von dort bis zu ihrer Mündung bei Compiègne und die Oise von dort bis zu ihrer Mündung in die Seine. Damit ist er anderthalb mal so lang wie die Oise selber.

### Nebenflüsse
| Linke Nebenflüsse: - Gland - Ton - Serre - Servais - Ailette - Aisne - Planchettes - Automne - Nonette - Thève | Rechte Nebenflüsse: - Anor - Noirrieu - Verse - Divette - Matz - Aronde - Brèche - Thérain - Esches - Sausseron - Viosne |

### Schifffahrt
Die Oise ist von ihrer Mündung in die Seine bis Compiègne schiffbar. Von dort bietet die ebenfalls schiffbare Aisne eine weiterführende Verbindung nach Osten. Richtung Norden begleiten zunächst der Canal latéral à l’Oise (deutsch: Oise-Seitenkanal), dann der Canal de Saint-Quentin (deutsch: Kanal von Saint-Quentin) und schließlich der Canal de la Sambre à l’Oise (deutsch: Sambre-Oise-Kanal) den Fluss bis zu seinem Oberlauf. 
Der Canal de l’Oise à l’Aisne (deutsch: Oise-Aisne-Kanal) verbindet nicht die beiden Flüsse, sondern lediglich deren Seitenkanäle als Schifffahrtsweg.

## Orte am Fluss
- Hirson
- Guise
- Ribemont
- La Fère
- Chauny
- Noyon
- Compiègne
- Creil
- Beaumont-sur-Oise
- L’Isle-Adam
- Pontoise
- Cergy
- Conflans-Sainte-Honorine

## Etymologie
Die Kelten nannten den Fluss Isara, womit er namensgleich war mit der Isère, der flandrischen IJzer, der bayrischen Isar und dem Südtiroler Eisack (ital.: Isarco). In der Entwicklung des Französischen wurde das ‚i‘ zu ‚oi‘, wie viele alte ‚i‘ und ‚e‘, etwa Liger > Loire, bibere > boire („trinken“, ital.: bere) und stella > étoile („Stern“).
Spätestens seit dem Mittelalter war die Oise namengebend für Regionen. Vor der Französischen Revolution gab es die Grafschaft Valois [Verschmelzung des Wortes val(lée) („Tal“) mit dem Namen Ois(e)] als Stammland des hochadeligen Hauses Valois, dem mehrere französische Könige angehörten.
Seit nach der französischen Revolution die überkommene Gliederung Frankreichs durch die Einteilung in Départements ersetzt wurde, sind nach der Oise zwei Départements benannt. Am 4. März 1790 wurden das Département Oise (das seither in kaum veränderten Grenzen fortbesteht) und das Département Seine-et-Oise geschaffen. Letzteres bestand bis zum 1. Januar 1968, als die Umgebung von Paris wegen ihrer Bevölkerungszunahme in kleinere Départements aufgeteilt wurde. Eines dieser neuen heißt Val-d’Oise.